# Mungo Park (golf)
Mungo Park, né le 22 octobre 1836 et décédé le 19 juin 1904, était un golfeur écossais, membre d'une célèbre famille de golfeurs (Willie Park, Sr., Willie Park, Jr.).
Il est né à Musselburgh, haut lieu du golf au XIXe siècle. Il a été marin durant vingt ans. À son retour en Écosse dans les années 1870, il devient un redoutable joueur de golf, s'imposant à l'Open britannique en 1874. Il a été également professeur, concepteur de parcours de golf et fabricants de clubs.
Son frère, Willie Park, Sr., et son neveu, Willie Park, Jr., ont tous les deux remporté l'Open britannique.

## Palmarès
- Vainqueur de l'Open britannique : 1874.